# STS–127
Az STS–127 jelű küldetés az amerikai űrrepülőgép-program 127., a Endeavour űrrepülőgép 23. repülése.

## Jellemzői
A beépített kanadai Canadarm (RMS) manipulátor kart 50 méter kinyúlást biztosított (műholdak indítás/elfogása, külső munkák [kutatás, szerelések], hővédőpajzs külső ellenőrzése) a műszaki szolgálat teljesítéséhez. Az Orbiter Boom Sensor System (OBSS) rendszerrel újabb 15 méterrel meghosszabbították a manipulátor kinyúlási távolságát.

### Hasznos teher
A Kibo modul külső egységét Exposed Facility (JEM EF), – a raktár modult Exposed Section (ELM-ES) és az integrált rácselem (Integrated cargo carrier – ICC) feljuttatása volt a Nemzetközi Űrállomásra.

#### Műhold
A tehertérben rögzített kísérleti technikai műholdakat az űrrepülőgép pályára állítását követő az előírt időben egy rúgós szerkezet segítségével pályairányba állították. A műhold pályairányba állítását követően az űrrepülőgép 13-16 kilométerre eltávolodott.

##### BEVO-1
Technológiai műhold. Építette és üzemeltette a Texas A & M University és az University of Texas at Austin együttműködve az Amerikai Védelmi Minisztériummal (DoD).
Megnevezései: BEVO-1; AggieSat 2; DragonSat; DragonSat 1; DragonSat 2; DragonSat (2009-038B); Dual RF Astrodynamic GPS Orbital Navigator Satellite (DragonSat). Kódszáma: SSC 35690.
2009. július 17-én állították pályairányba. Formája kockarúd (127 × 127 × 254 milliméter), felületét napelemek borítják, biztosítva az energia ellátást. Egy GPS navigációs rendszer (Global Positioning System) segítségével biztosítja az automatikus kapcsolatot. Az orbitális pályája 91,12 perces, 51,64 fokos hajlásszögű, elliptikus pálya perigeuma 326 kilométer, az apogeuma 333 kilométer volt. Hasznos súly 7,5 kilogramm
2010. március 17-én 244 nap (0,67 év) után belépett a légkörbe és megsemmisült.

##### ANDE–2 Passive
Tudományos műhold. Építette NASA Lyndon B. Johnson Űrközpont (JSC), üzemeltette a NASA együttműködve az Amerikai Védelmi Minisztériummal (DoD). Tudományos tartalmat a Naval Research Laboratory (NRL) biztosította.
Megnevezései: ANDE–2 Passzív; ANDE–2 Passzív (2009-038E); Atmospheric Neutral Density Experiment 2 (ANDE–2 Passzív); Atmospheric Neutral Density Experiment 2 Passive (ANDE–2P); ANDE–2 Pollux; Pollux. Kódszáma: SSC 35693.
2009. július 15-én állították pályairányba. Gömb alakú, 483 milliméteres átmérőjű. Felülete polírozott alumínium, egyik fele világosra, másik feketére festett. 3 giroszkóp biztosítja stabilitását, forgási sebességét. A kapcsolatot 30 lézerreflektor (pályaparaméterek mérése) és 6 lézerdióda (optikai ellenőrzés) biztosította. 3 gyorsulásmérő Eelectromechynical Micro System (MEMS) méri a gravitációs erőt. Az ANDE–1 műholdpárt az STS–116 legénysége állította pályairányba. Az orbitális pályája 91,14 perces, 51,64 fokos hajlásszögű, elliptikus pálya perigeuma 328 kilométer, az apogeuma 333 kilométer volt. Hasznos súly 27,442 kilogramm
A program célja:
1. mérésekkel elősegíteni a Föld felső légrétegének sűrűségét, biztosítani egy matematikai modell elkészítését,
2. a műhold mozgáselemeinek feltérképezése,
3. a földi követő rendszereknek biztosítani a kalibrációt (beállítás),

2010. március 29-én 256 nap (0,70 év) után belépett a légkörbe és megsemmisült.

##### ANDE–2 Active
Megnevezései: ANDE–2 Aktív; ANDE–2 Aktív (2009-038F); Atmospheric Neutral Density Experiment 2 (ANDE–2 Aktív); Atmospheric Neutral Density Experiment 2 Aktíve (ANDE–2A); ANDE–2 Castor; Castor. Kódszáma: SSC 35694.
2009. július 30-án állították pályairányba. Formája gömb, átmérője 483 milliméter. Hasznos súly 47,45 kilogramm. Felülete fényvisszaverő anyaggal van bevonva. 3 gyorsulásmérő Electromechynical Micro System (MEMS) méri a gravitációs erőt (korrekció szabályzó), hatására a giroszkóp sebessége változtatható. Energiáját napelemek és akkumulátor sejtek biztosították. Az orbitális pályája 91,15 perces, 51,64 fokos hajlásszögű, elliptikus pálya perigeuma 328 kilométer, az apogeuma 334 kilométer volt.
2010. augusztus 18-án 398,736 nap (1,0917 év) után belépett a légkörbe és megsemmisült.

## Személyzet

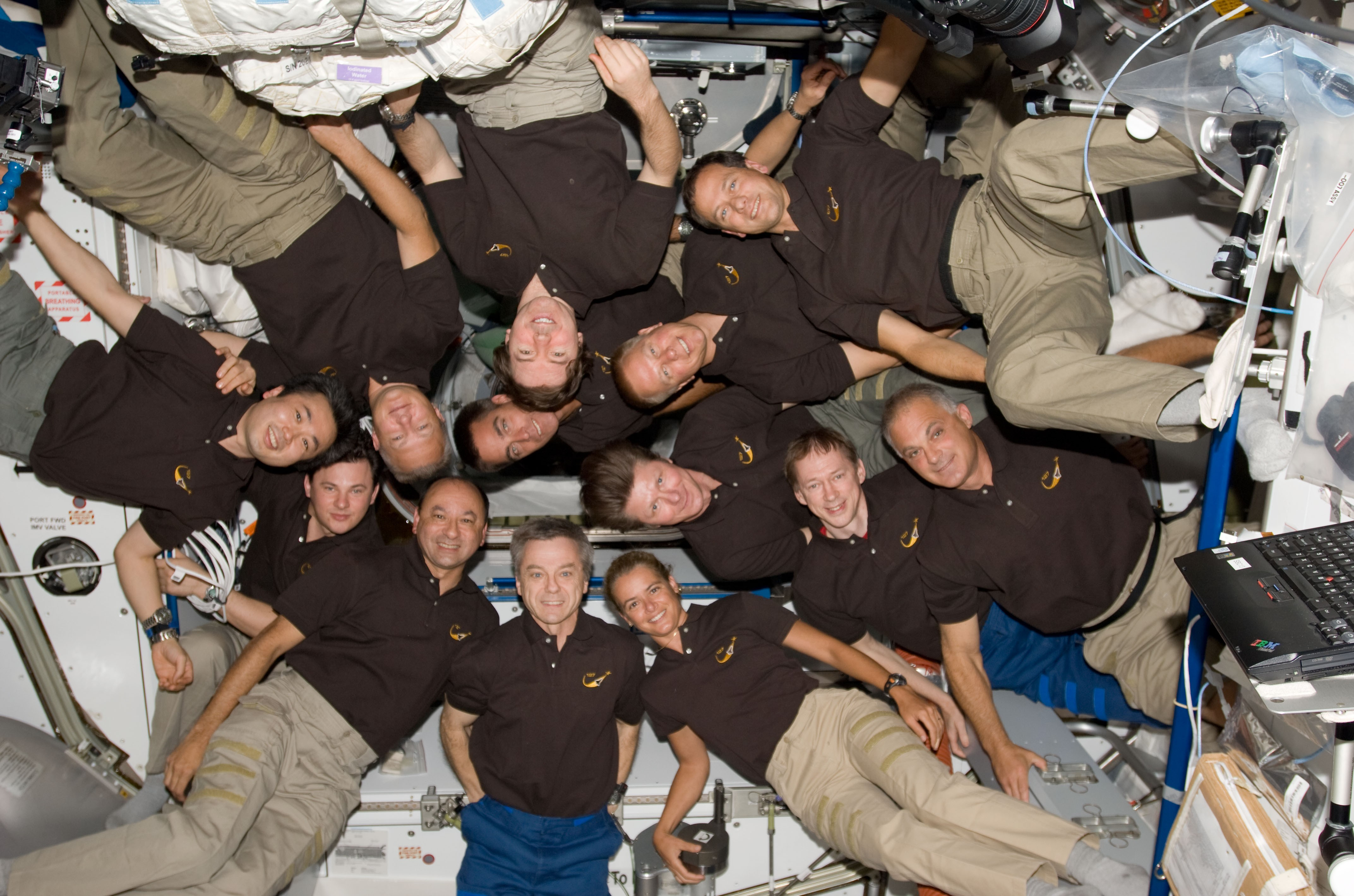
Új rekord: az STS–127 legénységével kibővülve egyszerre 13 ember dolgozik a Nemzetközi Űrállomáson. Csoportkép 2009. július 25-én

(zárójelben a repülések száma az STS–127 küldetéssel együtt)
- Mark Lewis Polansky  (3) – Parancsnok
- Douglas Gerald Hurley  (1) – Pilóta
- Christopher J. Cassidy  (1) – Küldetésfelelős
- Julie Payette  (2) – Küldetésfelelős – CSA
- David Wolf  (4) – Küldetésfelelős
- Thomas Henry Marshburn  (1) – Küldetésfelelős

### Induló ISS Személyzet
- Timothy Lennart Kopra  (1) – ISS fedélzeti mérnök

### Visszatérő ISS Személyzet
- Vakata Kóicsi  (3) – ISS fedélzeti mérnök – JAXA

Az űrállomáson 13 űrhajós öt ISS partnerrel (Orosz Szövetségi Űrügynökség, Kanadai Űrügynökség (CSA), Európai Űrügynökség (ESA), Japán Űrügynökség (JAXA)) tevékenykedett. Az első alkalom, hogy egyszerre két kanadai űrhajós tartózkodott a világűrben.

### Előkészületek

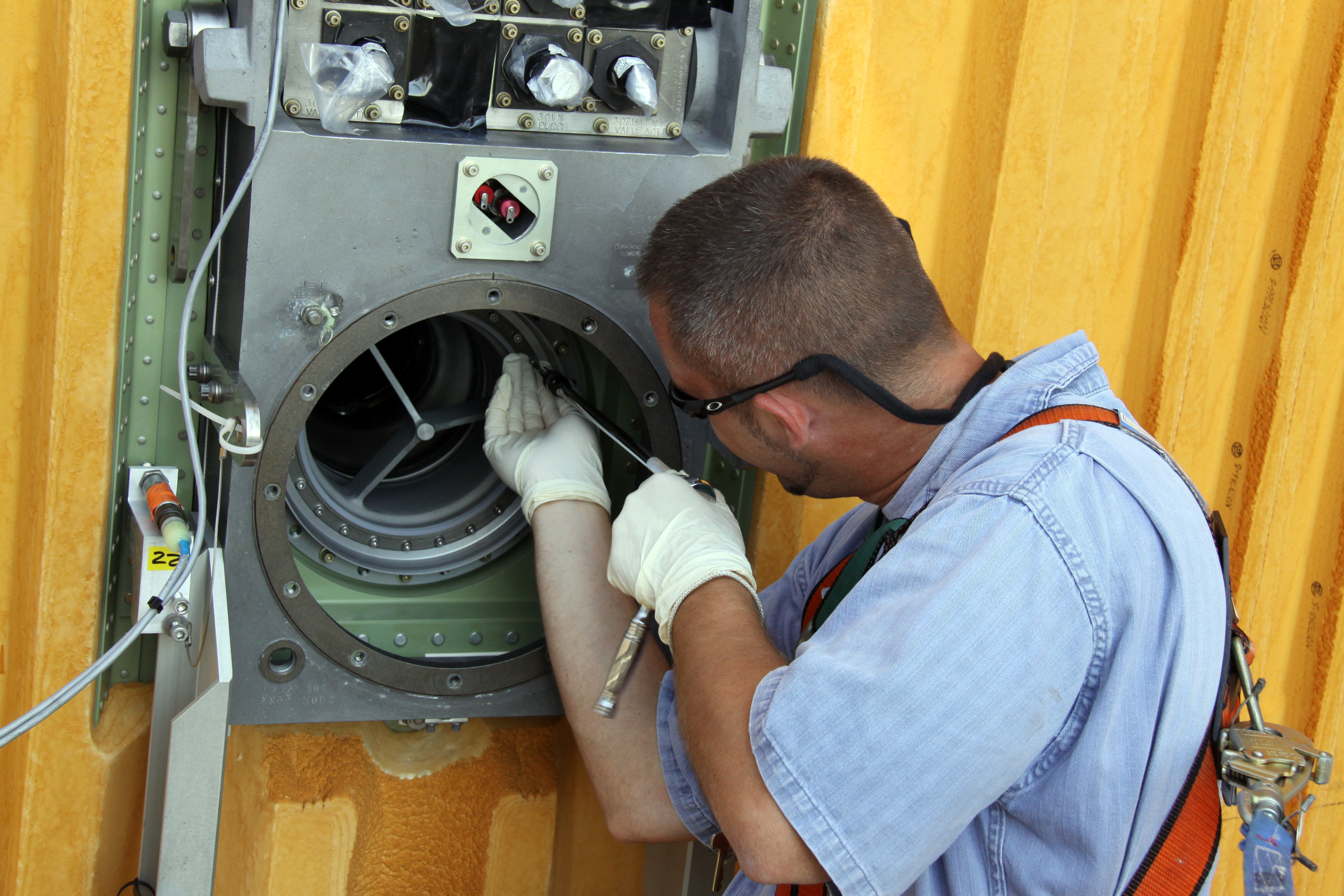
Egy technikus a külső hajtóanyagtartály GUCP szelepéről, amelyből a hidrogénszivárgás történt, leszereli a tömítést. (Június 24.)

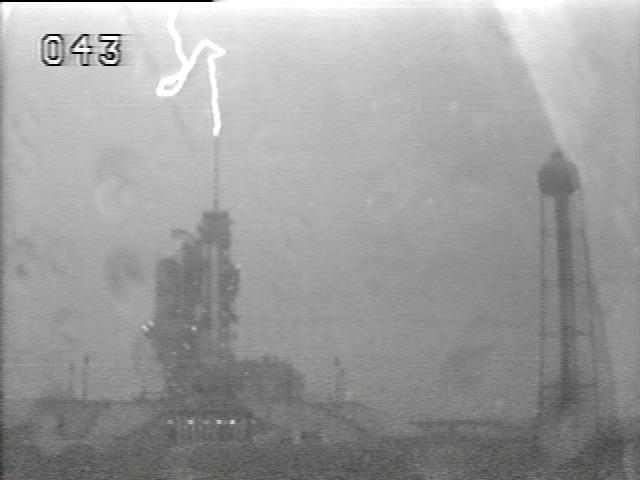
Villám csap az indítóállványba július 10-én

Az űrrepülőgépet az indítás előtt át kellett szállítani az LC–39A állványra (az LC–39B már nem üzemelt, csak a különleges alkalom miatt szállították oda az űrrepülőgépet, onnan az ősz folyamán az állvány teljes átépítése után az Ares I–X rakétát indítják), az állvány közelében lévő rakományt pedig be kellett szerelni az űrrepülőgépbe. A Kennedy Űrközpont és a Nemzetközi Űrállomás pályájának sajátosságai miatt az űrrepülőgépet június 19-ig el kellett volna indítani, különben egy hónapot várni kell a starttal. Tovább bonyolította a helyzetet, hogy a közeli LC–41-ről tervezték indítani a Lunar Reconnaissance Orbitert június 17-én, ennek startja előtt azonban 48 óra kell az átállásra, azaz a start legkésőbbi júniusi időpontja 15-e.
A küldetés, az eddigi leghosszabb tervezett időtartamú, mely a Nemzetközi Űrállomás építését szolgálja, emellett először lesznek az űrállomáson egyszerre 13-an. Mark Polansky parancsnok első ízben fogja a Twittert használni a fedélzetéről, Astro_127 felhasználónéven. (Az előző STS–125 űrrepülésen Michael James Massimino, az Atlantis űrrepülőgépről már twittelt.)
Június 13-án az indítást legalább négy nappal el kellett halasztani, mert a központi tartály 98%-os töltöttségénél hidrogénszivárgás lépett fel. Az új időpont június 17. lett, az LRO indítása emiatt 19-re csúszott. 17-én újabb hidrogénszivárgás miatt ismét meghiúsult, és ezúttal már júliusra halasztódott a start. Július 11-én az indítást 24 órával el kellett halasztani, mert egy átvonuló időjárási front zivatarjai miatt 10-én éjjel az indítóállvány 0,3 mérföldes környezetébe 11 villám csapott, és idő kellett az ezzel kapcsolatos vizsgálatokra. Július 11-én, a Kennedy Űrközpont repülőterének közelében lévő zivatarok (ezek meghiúsíthatnák a kényszerleszállást, ha arra kerülne sor) miatt újabb egynapos halasztás következett. A következő indítási kísérletet szintén az időjárás hiúsította meg, a környéken hulló csapadék veszélyes eljegesedést okozhatott volna az űrrepülőgépen. Az indítási ablak négy napig van nyitva, ezután az orosz M–67 teherűrhajó indítását és dokkolását meg kell várni (bár felmerült, hogy ezt később indítsák).

## Repülés

### Első nap, július 15., indítás

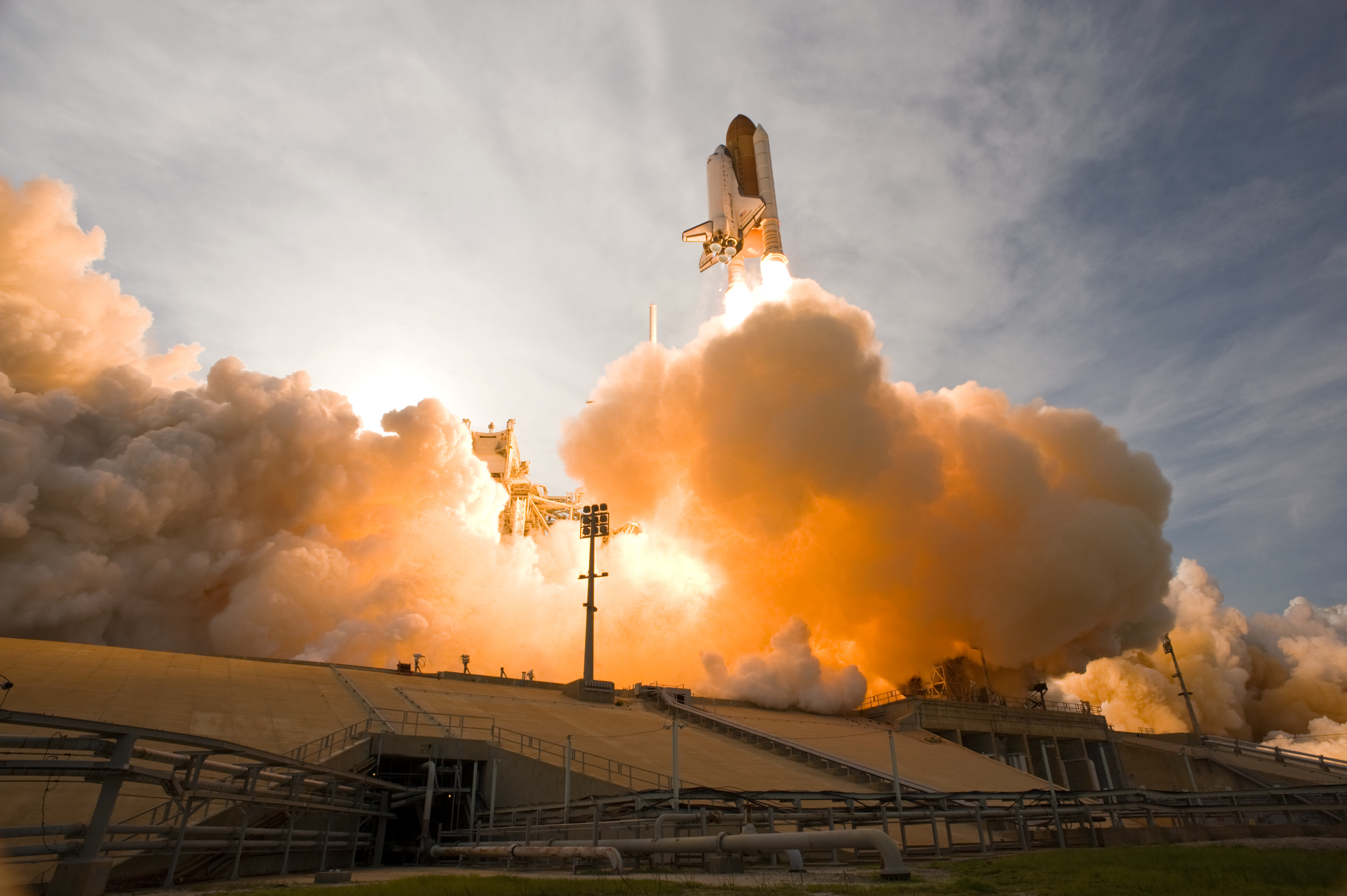
Az Endeavour űrrepülőgép indulása

Az időjárás a start előtt körülbelül egy órával vált alkalmassá az indításra, amint egy, körülbelül 40 kilométerre lévő zivatarcella feloszlott. Az űrrepülőgép 22:03 UTC-kor (magyar idő szerint július 16-án 00:03-kor) induló szilárd hajtóanyagú gyorsítórakéták, Solid Rocket Booster(SRB) segítségével Floridából, a Cape Canaveral (KSC) Kennedy Űrközpontból, a LC39–A (LC–Launch Complex) jelű indítóállványról emelkedett a magasba. Az orbitális pályája 91,48 perces, 51,6 fokos hajlásszögű, elliptikus pálya perigeuma 344 kilométer, az apogeuma 351 kilométer volt. Felszálló tömeg indításkor 119 939 kilogramm, leszálló tömeg 97 389 kilogramm. Szállított hasznos teher 13 645 kilogramm.

### Második nap, július 16.
A második napon az űrrepülőgép hővédő pajzsát ellenőrizték, mert, hasonlóan szinte minden indításhoz, ebben az esetben is váltak le hőszigetelés-darabok az külső hajtóanyagtartályról, és a robotkarra szerelt kamerával és lézeres berendezéssel az űrállomáshoz kapcsolt állapotban nem lehet az űrrepülőgép felületének minden pontját elérni.

### Harmadik nap, július 17., dokkolás
A Nemzetközi Űrállomás Harmony moduljának PMA–2 dokkolóegységével történő összekapcsolódásra a Szojuz–Apollo űrrepülés 34. évfordulóján, magyar idő szerint 19:47-kor került sor.

### Negyedik nap, július 18. EVA 1

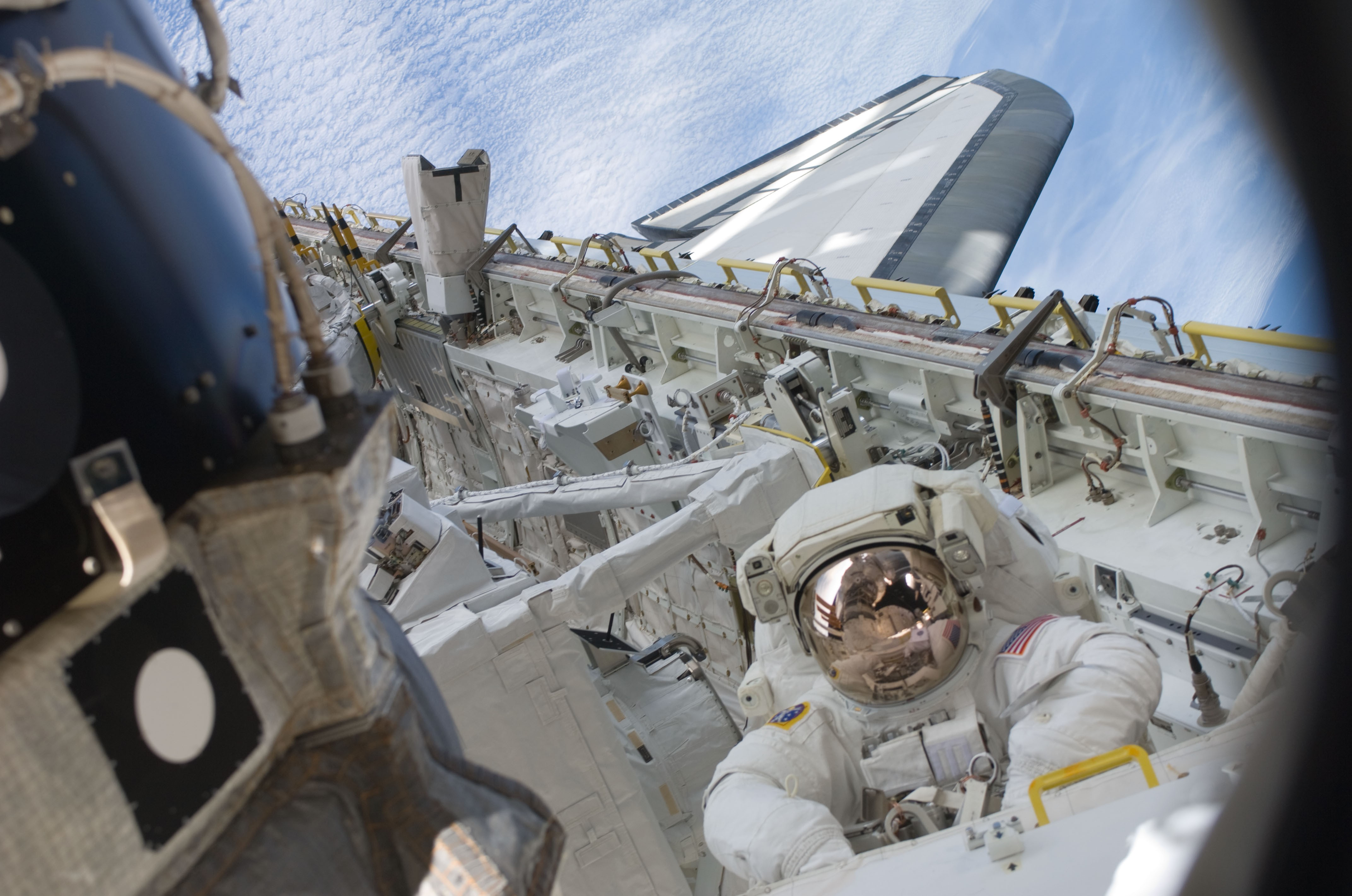
Tim Kopra az Endeavour űrrepülőgép rakterében dolgozik, mögötte a bal félszárny

Az első űrsétán Wolf és Tim Kopra előkészítették a Japanese Experiment Module (JEM) dokkolóberendezését az űrrepülőgépen szállított Exposed Facility (JEF) fogadására, majd a JEF-et, a raktérből kivéve, csatlakoztatták a JEM-hez. Ez bonyolult manőver volt, melyhez felhasználták az űrrepülőgép és az űrállomás robotkarját is. Egy, külön erre a célra a tervezett szerszámmal sikerült végleges helyére felszerelniük az UCCAS-t, melyet az STS–119-en csak ideiglenesen sikerült rögzíteni.

### Ötödik nap, július 19.
Az ötödik napra viszonylag kevesebb tevékenységet terveztek, az űrrepülőgép rakteréből elővették az Integrated Cargo Carrier-Vertical Light Deploy (ICC-VLD)-t annak robotkarjával, majd átadták azt az űrállomás robotkarjának. A hővédő pajzs vizsgálatát befejezték, alkalmasnak találva a leszállásra.
Meghibásodott a Destiny modul WC-je (Waste & Hygiene Compartment, WHC) ennek javítása több órába telt, de a következő napra sikerült.

### Hatodik nap, július 20. EVA 2

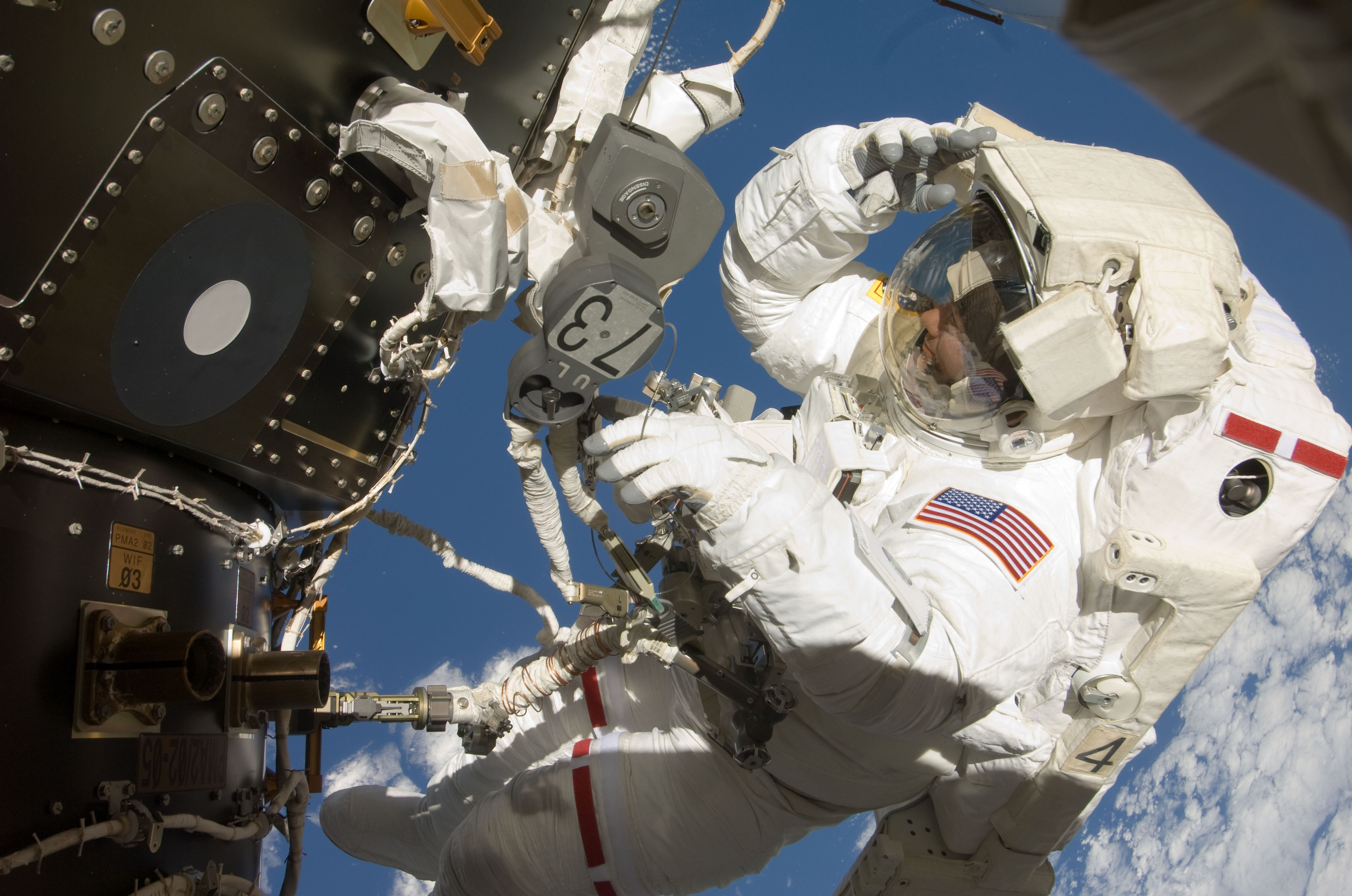
Tom Marshburn a második űrsétán

A második űrsétán Wolf és Marshburn az ICC-VLD tárolókeretről rakodtak át alkatrészeket az External Stowage Platform-3 külső kerekes szállítójárműre, ezeket később szerelik fel az űrállomás különböző pontjain.

### Hetedik nap, július 21.
A robotkarok segítségével a JLE logisztikai egységet, melyen a japán kísérleti berendezések vannak, az űrrepülőgépből kivéve a JEM-hez csatlakoztatták.

### Nyolcadik nap, július 22. EVA 3

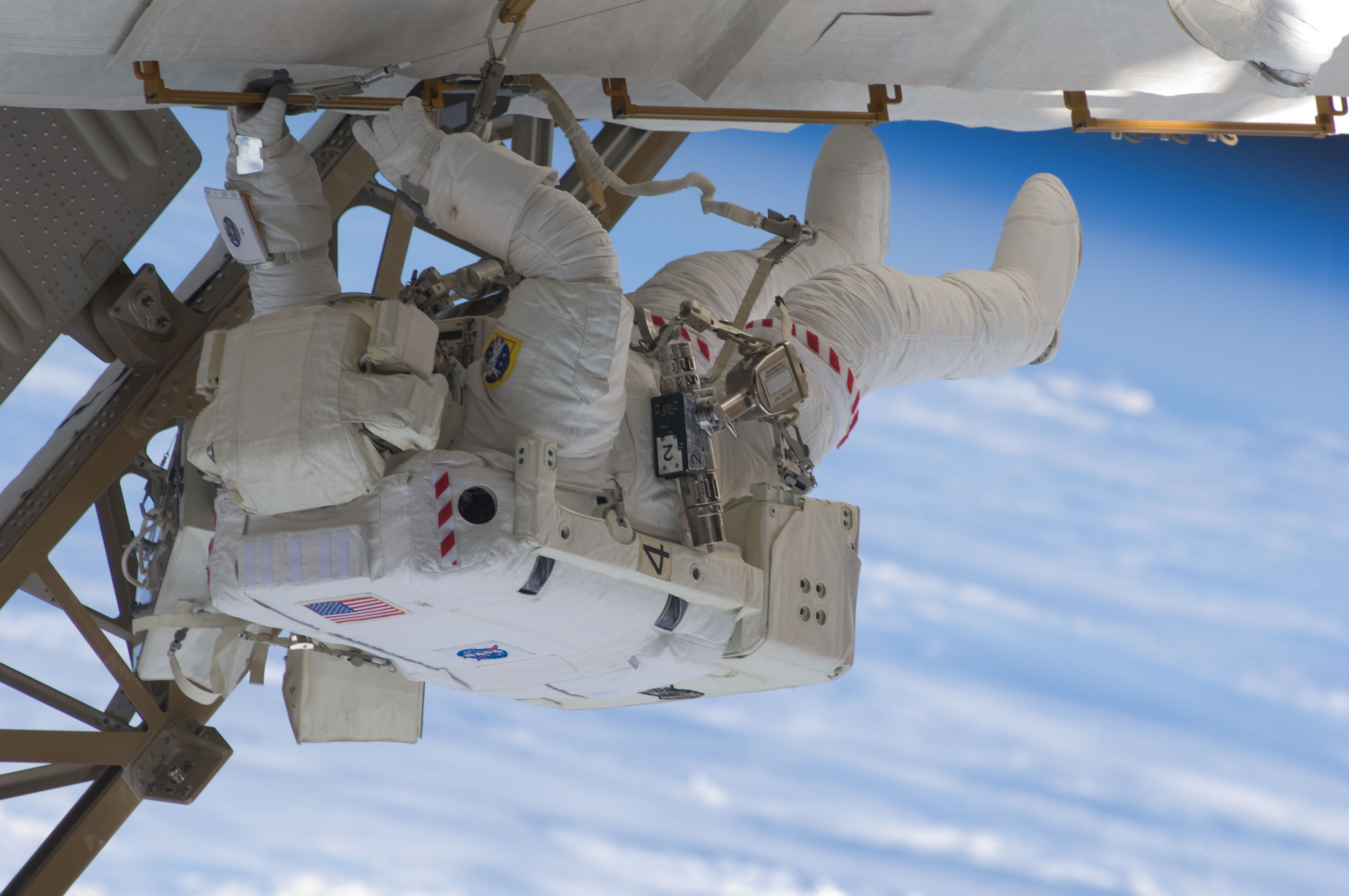
Chris Cassidy a harmadik űrsétán

A harmadik űrséta, melyet Dave Wolf és Chris Cassidy hajtottak végre, fő feladata az S6 rácselem hat akkumulátorából négy cseréje volt. Az űrséta során Cassidy szkafanderén belül megnőtt a szén-dioxid szint (valószínűleg, mert a korábban az Amerikai Haditengerészet SEAL egységében dolgozó Cassidy egyszerűen túl energikusan mozgott, a megszokottnál több oxigént fogyasztva, amit a földi irányítók a szén-dioxidot elnyelető berendezés üzemzavarának gondoltak), emiatt két új (az A és B jelűek) akkumulátor beszerelése (és három régi, az 1, 4, 3 jelűek kiszerelése és ideiglenes rögzítése) után az űrsétát megszakították.

### Kilencedik nap, július 23.
A JEM modul robotkarjával több kísérleti berendezést raktak át a JEM–EF-ről a JLE-re, hogy ezeket az űrrepülőgép később visszaszállíthassa a Földre.

### Tizedik nap, július 24. EVA 4
A negyedik űrsétán Chris „Chuck Norris” Cassidy és Tom Marshburn sikeresen befejezte az akkumulátorok előzőn félbehagyott cseréjét.

### Tizenegyedik nap, július 25.
Pihenőnap.

### Tizenkettedik nap, július 26.
A JLE-t visszatették az űrrepülőgép rakterébe annak robotkarjával, később sajtótájékoztatót tartottak.

### Tizenharmadik nap, július 27. EVA 5
Az ötödik űrsétát, melyet Tom Marshburn és Chris Cassidy hajtott végre, alaposan áttervezték, ezen részben az EVA 4 elhalasztott munkáit végezték el, ami miatt néhány tevékenységet későbbre halasztottak.

### Tizennegyedik nap, július 28. Leválás az ISS-ről

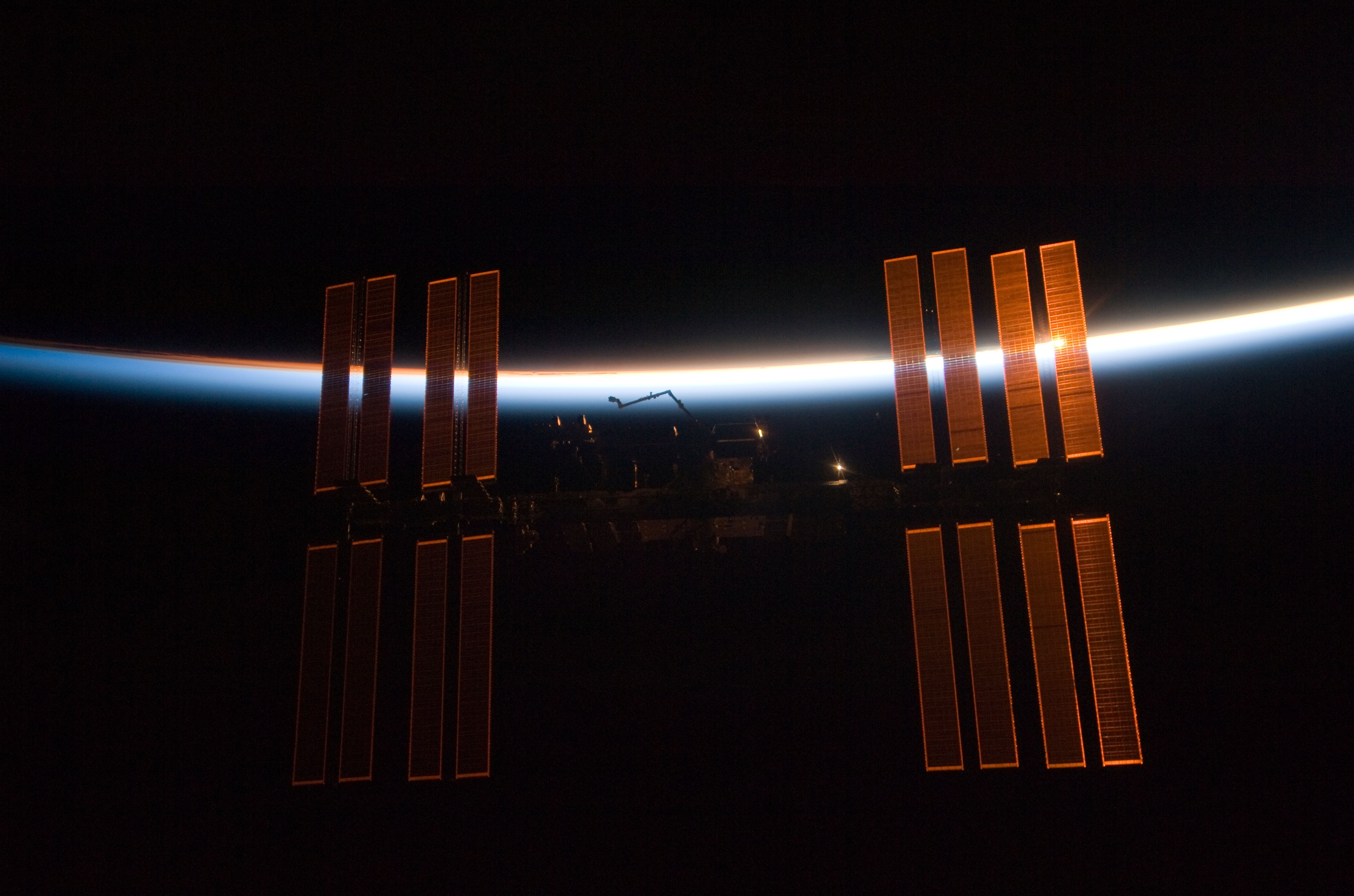
A Nemzetközi Űrállomás a sötét Föld előtt, a leválás után, az Endeavourről

Az Endeavour magyar idő szerint 21:15-kor levált az ISS-ről, majd egyszer teljesen körberepülte, miközben a két személyzet egymás űrjárműveit fényképezte (az Endeavour leszállása előtt még egyszer végigfényképezték a hővédő pajzsot). Később az űrrepülőgép rakteréből elindítottak két mikroműholdat.

### Tizenhetedik nap, július 31. Leszállás
Az Endeavour magyar idő szerint 16:48-kor szállt le a Kennedy Űrközpont repülőterének futópályáján.

## Külső hivatkozások
- http://www.nasa.gov/mission_pages/shuttle/shuttlemissions/sts127/index.html